# João Moutinho (calciatore 1998)
João Gervásio Bragança Moutinho, noto semplicemente come João Moutinho (Lisbona, 12 gennaio 1998), è un calciatore portoghese, difensore del Lech Poznań.

## Caratteristiche tecniche
È un terzino sinistro.

## Carriera
Cresciuto nel settore giovanile dello Sporting Lisbona, all'età di 17 anni si è trasferito negli Stati Uniti.
Ha esordito in MLS il 4 marzo 2018 disputando con il Los Angeles FC l'incontro vinto 1-0 contro il Seattle Sounders.
Il 2 dicembre 2022 firma un contratto con lo Spezia che, a partire dal 1º gennaio 2023, lo legherà al club ligure fino al 30 giugno 2026.
Debutta il 4 gennaio 2023 nel match contro l’Atalanta.
Non essendo riuscito ad affermarsi con il club spezzino, il 9 luglio 2024 viene ceduto in prestito con diritto di riscatto e controriscatto allo Jagiellonia, squadra dell'Ekstraklasa.

## Statistiche

### Presenze e reti nei club
Statistiche aggiornate al 10 marzo 2024.
| Stagione            | Squadra             | Campionato          | Campionato | Campionato | Coppe nazionali | Coppe nazionali | Coppe nazionali | Coppe continentali | Coppe continentali | Coppe continentali | Altre coppe | Altre coppe | Altre coppe | Totale | Totale |
| Stagione            | Squadra             | Comp                | Pres       | Reti       | Comp            | Pres            | Reti            | Comp               | Pres               | Reti               | Comp        | Pres        | Reti        | Pres   | Reti   |
| ------------------- | ------------------- | ------------------- | ---------- | ---------- | --------------- | --------------- | --------------- | ------------------ | ------------------ | ------------------ | ----------- | ----------- | ----------- | ------ | ------ |
| 2018                | Los Angeles FC      | MLS                 | 14         | 1          | USOC            | 1               | 0               | -                  | -                  | -                  | -           | -           | -           | 15     | 1      |
| 2019                | Orlando City        | MLS                 | 16         | 0          | USOC            | 2               | 0               | -                  | -                  | -                  | -           | -           | -           | 18     | 0      |
| 2020                | Orlando City        | MLS                 | 12         | 1          | -               | -               | -               | -                  | -                  | -                  | -           | -           | -           | 12     | 1      |
| 2021                | Orlando City        | MLS                 | 20         | 0          | -               | -               | -               | -                  | -                  | -                  | LC          | 1           | 0           | 21     | 0      |
| 2022                | Orlando City        | MLS                 | 28+1       | 2+0        | USOC            | 5               | 0               | -                  | -                  | -                  | -           | -           | -           | 34     | 2      |
| Totale Orlando City | Totale Orlando City | Totale Orlando City | 90+1       | 4+0        |                 | 8               | 0               |                    | -                  | -                  |             | 1           | 0           | 85     | 4      |
| gen.-giu. 2023      | Spezia              | A                   | 4          | 0          | CI              | 1               | 0               | -                  | -                  | -                  | -           | -           | -           | 5      | 0      |
| 2023-2024           | Spezia              | B                   | 5          | 0          | CI              | 1               | 0               | -                  | -                  | -                  | -           | -           | -           | 6      | 0      |
| Totale Spezia       | Totale Spezia       | Totale Spezia       | 9          | 0          |                 | 2               | 0               |                    | -                  | -                  |             | -           | -           | 11     | 0      |
| Totale carriera     | Totale carriera     | Totale carriera     | 99+1       | 4          |                 | 10              | 0               |                    | -                  | -                  |             | 1           | 0           | 111    | 4      |

## Palmarès

### Club

#### Competizioni nazionali
- Lamar Hunt U.S. Open Cup: 1

Orlando City: 2022